# Psychotria hypoleuca
Psychotria hypoleuca är en måreväxtart som beskrevs av Karl Moritz Schumann. Psychotria hypoleuca ingår i släktet Psychotria och familjen måreväxter. Inga underarter finns listade i Catalogue of Life.